# Gloria V. Casañas
Gloria V. Casañas (sinh ngày 22 tháng 8 năm 1964 tại Buenos Aires) là nhà văn người Argentina viết tiểu thuyết lịch sử và tiểu thuyết lãng mạn.
Mặc dù cô thú nhận đã viết văn trong suốt cuộc đời của mình, tác phẩm xuất bản đầu tiên của cô là On the Wings of Seduction năm 2008. Tiếp theo là tác phẩm The Teacher from the Lagoon vào năm 2010, [2] và nó đã trở thành cuốn tiểu thuyết bán chạy nhất và đã khiến cô trở nên nổi tiếng trong số các fan của thể loại này. Cuốn sách kể về câu chuyện của Elizabeth O'Connor, một giáo viên người Bostonia được Domingo Faustino Sarmiento tuyển dụng để cung cấp giáo dục tiểu học cho người Ấn Độ và người da trắng ở vùng đồng bằng khô cằn của Argentina. Thành công của cuốn tiểu thuyết đã dẫn đến một giai đoạn cho các khóa học về Văn học Mỹ Latinh đương đại của Southern Cone cho Bộ ngôn ngữ thế giới của Đại học bang Framingham, Massachusetts trong mùa thu năm 2014.
Các tác phẩm khác bao gồm Yporâ (2011, lấy bối cảnh là Chiến tranh Paraguay, đoạt giải Độc giả tại Hội chợ sách quốc tế Buenos Aires lần thứ 38), The Broken Angel (2012, tác phẩm spin-off của The Teacher from the Lagoon), The Song of the Sea (2013), Through the Trail of Tears (2014, nói về việc tấn công tàn sát người Cherokee), Boston Savage (2016, cũng được thiết lập trong bối cảnh của tác phẩm The Teacher from the Lagoon) và Long Moon Night (2016). Cô cũng viết một truyện ngắn cho tuyển tập Oh, Love (2014).
Các tác phẩm viết của cô có đặc thù là chúng đều dựa trên các nghiên cứu lịch sử đầy đủ.